# Anastasius Grün

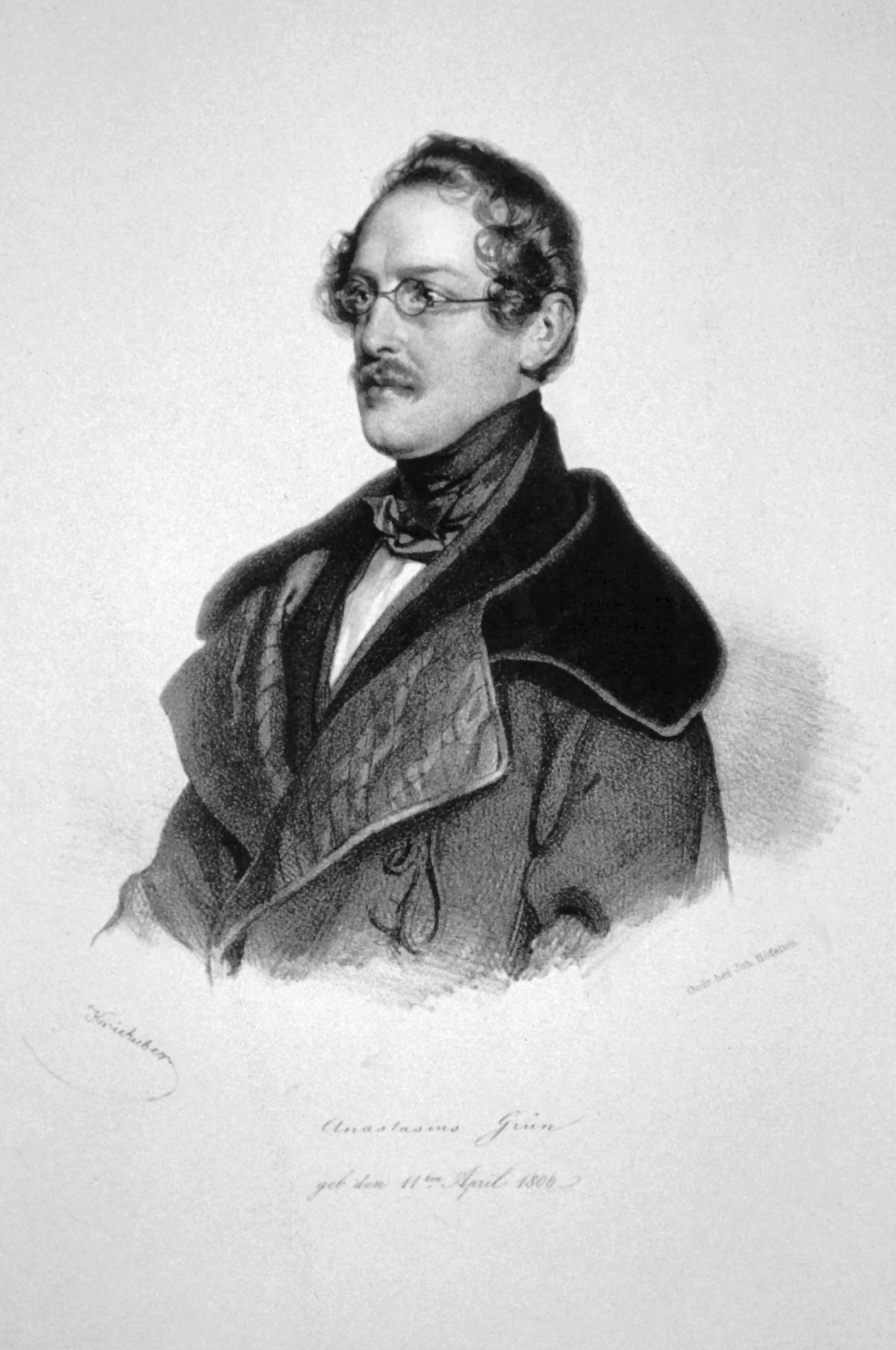
Anastasius Grün, Lithographie von Josef Kriehuber, um 1840

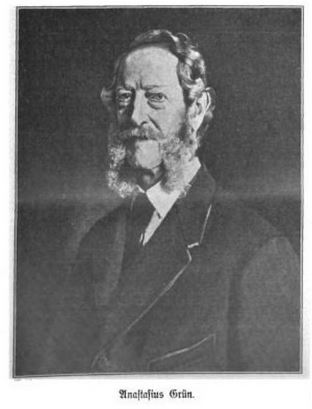
Anastasius Grün

Graf Anton Alexander von Auersperg (* 11. April 1806 in Laibach; † 12. September 1876 in Graz; Pseudonym: Anastasius Grün, slowenisch Zelenec) war ein österreichischer Politiker und politischer Lyriker. Er war ein einflussreicher und gefeierter Vertreter der österreichischen liberalen politischen Poesie und galt als Vorkämpfer für die Freiheit in der Zeit des Vormärz.

## Biografie
Erste Erziehung genoss der junge Auersperg auf dem väterlichen Schloss Thurn am Hart (Šrajbarski turn) in der Unterkrain. Es folgten Schülerjahre in Wien: 1813 bis 1815 Theresianum, 1815 bis 1817 Gymnasium, 1817 bis 1818 Kriegs- und Ingenieurakademie. In der Zeit von 1819 bis 1824 besuchte Auersperg in Wien das private Klinkowström-Institut. Dort gehörte neben Josef Orel, dem Lehrer für die slowenische Sprache, auch France Prešeren, der große slowenische Dichter, zu seinen Erziehern, zu dem er auch später freundschaftliche Beziehungen pflegte. Prešeren soll damals dem jungen lernbegierigen Auersperg gar den Schlüssel zu seiner Privatbibliothek überlassen haben. In den Jahren 1824 bis 1826 schloss sich das Studium der Philosophie und der Rechtswissenschaften in Graz und in Wien an. Nach Beendigung seiner Studien übernahm Auersperg nach dem Tod seines Vaters die Verwaltung der ererbten Güter in Krain: Thurn am Hart und Gurkfeld. Thurn am Hart erwarb für 64.000 Gulden sein berühmter Vorfahr Herward von Auersperg im Jahre 1658, und Gurkfeld dessen Sohn Dietrich Graf von Auersperg im Jahre 1705.
Anton Alexander unternahm Reisen nach Italien, Frankreich, Deutschland und England, wo er mit literarischen Persönlichkeiten in Kontakt kam. Im Sommer, sofern er nicht auf Reisen war, hielt sich Auersperg überwiegend auf seinen Gütern in Krain auf. Die Winter verbrachte er zumeist in Wien oder in Graz. Seine Neigung zur Dichtung wurde sicherlich auch von France Prešeren gefördert, mit dem er sich jedoch aufgrund seiner unzureichenden Slowenischkenntnisse überwiegend in deutscher Sprache unterhielt. Gemeinsam lasen sie Johann Weichard von Valvasors Werk „Die Ehre dess Hertzogthums Crain“, wodurch in Auersperg eine gewisse patriotische Sympathie für seine engere Heimat Krain geweckt wurde.

### Familie

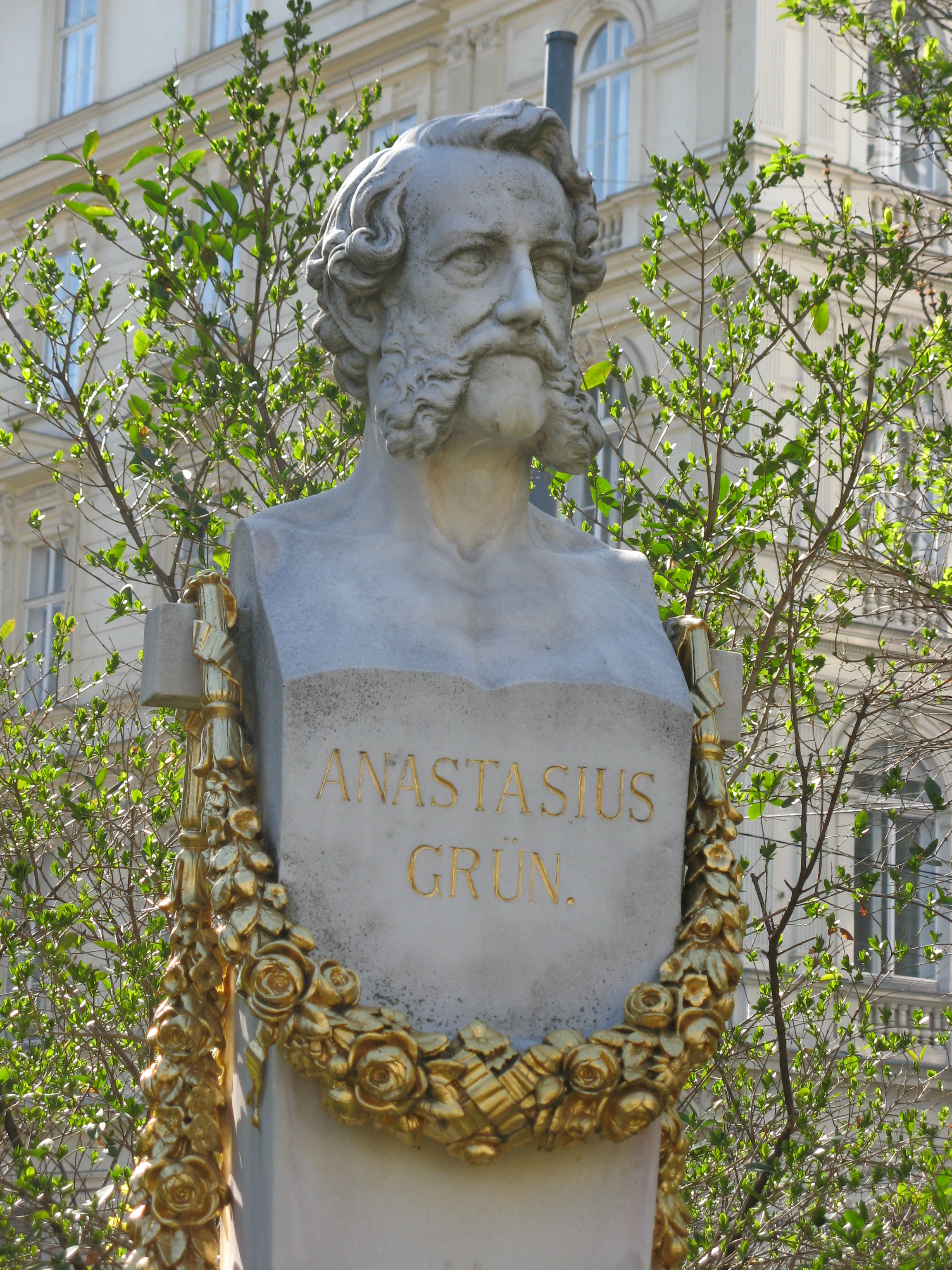
Anastasius-Grün-Denkmal in Wien, Karl Schwerzek, 1891

Auersperg gehörte der Krainer oder pankrazischen Linie der Auersperg an (Pankraz von Auersperg, 1441–1496). Er ist ein direkter Nachkomme von Herward von Auersperg (1613–1668), Feldmarschallleutnant und kommandierender General an der kroatischen Grenze in Karlstadt, sowie Herbard VIII. Freiherr von Auersperg (1528–1575), Landeshauptmann in Krain, kommandierender General an den kroatischen, slawonischen und windischen Grenzen, der im Jahre 1575 bei Budatschki fiel, waren.
Sein Vater Alexander Graf von Auersperg, Freimaurer und Großgrundbesitzer, war Erblandkämmerer und Erblandmarschall in Krain und in der Windischen Mark, k. k. Kämmerer und Kreiskommissär; er starb als Anton Alexander zwölf Jahre alt war. Seine Mutter Cäcilia (1786–1836), eine geborene Freiin von Billichgrätz zu Baumkircherthurm und Hilzenegkh, in zweiter Ehe 1819 mit Leopold Freiherrn von Liechtenberg-Janeschitz von Adlersheim verheiratet, war neben ihrer Schwester Antonia eine der letzten Vertreterinnen ihres Geschlechts.
Auersperg heiratete am 11. Juli 1839 Maria Rosalia Gräfin von Attems (* 10. April 1816 in Graz; † 25. März 1880 in Graz), der Tochter des Landeshauptmannes von Steiermark, Ignaz Graf von Attems Freiherr von Heiligenkreuz und der Aloisia Gräfin von Inzaghi. Aus dieser Verbindung stammte der in Graz am 28. Februar 1859 geborene Sohn Theodor. Nach dem Tod seiner Eltern übernahm Theodor die Verwaltung des ererbten Besitzes. Er verstarb jedoch schon am 4. Mai 1881 in Graz an den Folgen eines Sturzes vom Pferd. Erbe war Anton Alexanders Neffe Erwin Graf von Auersperg, der den ererbten Besitz im Jahre 1903 verkaufte.
Anton Alexander Maria Josef Siegfried Richard Leo Graf von Auersperg, alias Anastasius Grün, wurde auf Thurn am Hart in der Familiengruft auf der Anhöhe oberhalb des Schlossparks beigesetzt, nachdem er an den Folgen eines Schlaganfalls verstarb.

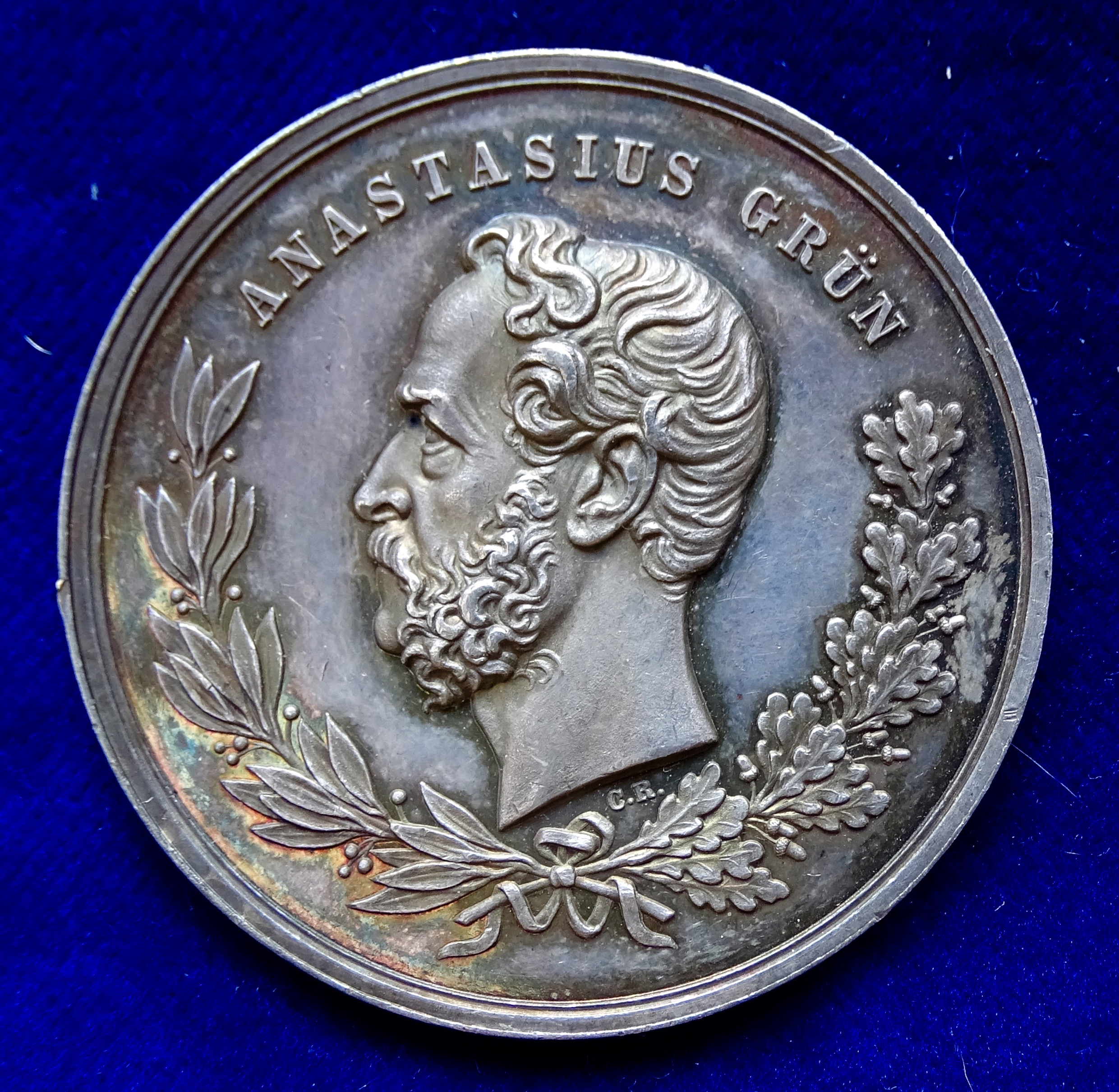
Concordia-Gedenkmedaille zu Auerspergs 70. Geburtstag 1876 in Wien. Medailleur Carl Radnitzky (Vorderseite)

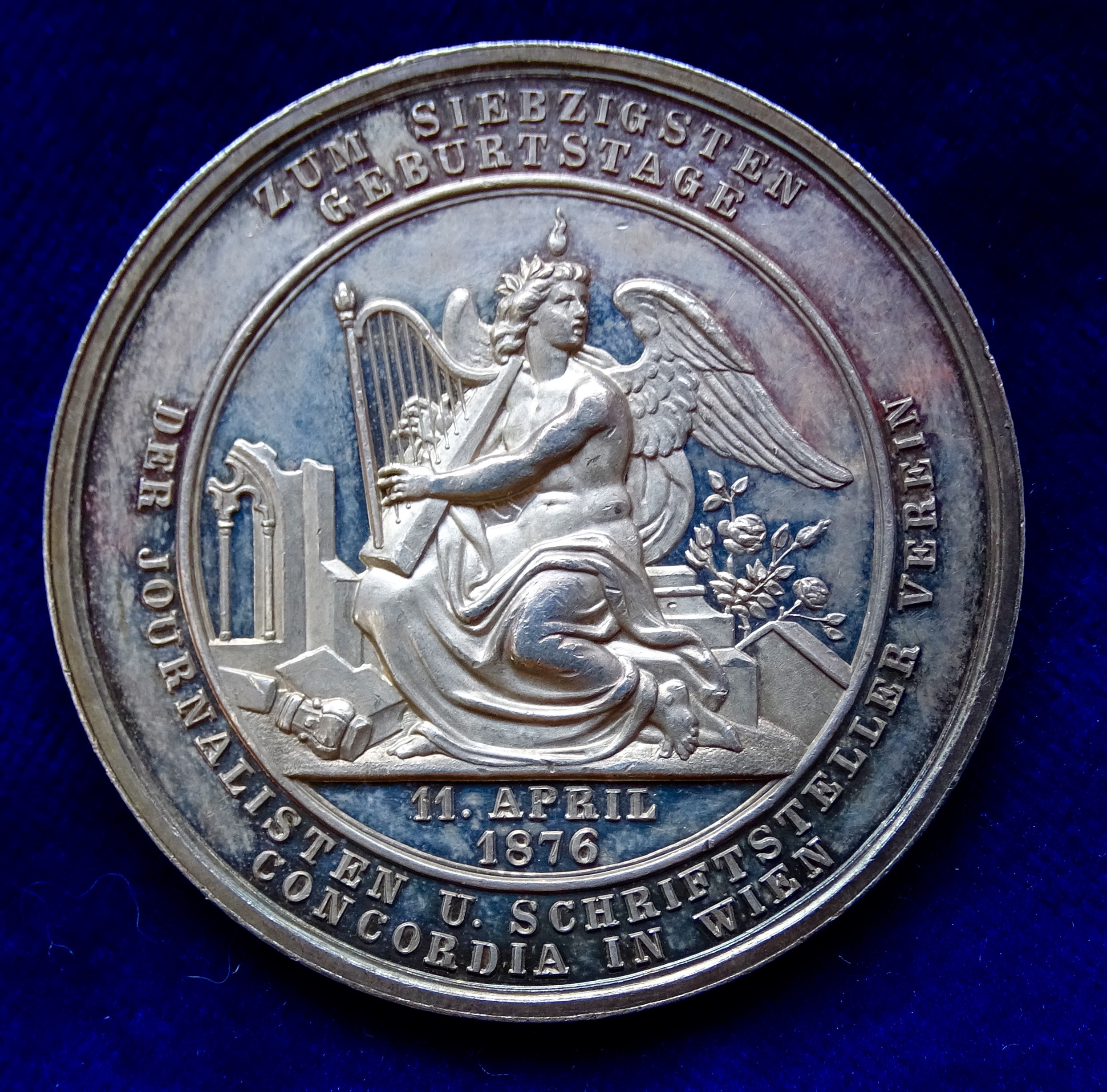
Concordia-Gedenkmedaille (Rückseite)

### Constantin Wurzbach und Anastasius Grün
Dem jungen Constantin Wurzbach (1818–1893) war es vergönnt gewesen, den Grafen Auersperg persönlich kennengelernt zu haben. In ihm sah Wurzbach auch ein Vorbild für die eigenen dichterischen Ambitionen und widmete dem Grafen später einen etwas größeren Beitrag in seinem Biographischen Lexikon des Kaiserthums Österreich. Nach Wurzbach, der sein Vorbild ein wenig glorifizierte, gab Auersperg sein Werk Blätter der Liebe (Stuttgart 1830) erstmals unter dem Pseudonym Anastasius Grün heraus. Im gleichen Jahr folgte der im Versmaß des Nibelungenliedes gedichtete Romanzenkranz Der letzte Ritter (München 1830). „Dieser letzte Ritter schritt wie eine riesenhafte Göttererscheinung durch das deutsche Volk.“ (Wurzbach, BL, Bd 1). In Spaziergänge eines Wiener Poeten (Hamburg 1831) beschwor Auersperg die Größe Österreichs, die damals noch nicht sichtbar war, aber kommen musste, weil der Kaiserstaat alle Elemente zu einer großen moralischen und politischen Macht in sich trug. Es folgten Schutt (Leipzig 1836), Gedichte (Leipzig 1837), Nibelungen im Frack (Leipzig 1843), Pfaff vom Kahlenberg (Leipzig 1850) und In der Veranda (1876). Man hatte die Bedeutung dieser Epen erkannt, denn Auersperg überragte in Form und Ausdruckskraft alle politischen Dichter seiner Zeit. Anastasius Grün, das Pseudonym, unter dem Auerspergs Werke erschienen, wurde ein gefeierter Dichter und zu einem der Führer der liberalen Bewegung in Österreich. Sein Werk war Vorbild für die zeitgenössischen Lyrik des Jungen Deutschland. Den Pfaff von Kahlenberg widmete er Nikolaus Nimbsch Edlen von Strehlenau, bekannt unter dem Pseudonym Lenau, dem unglücklichen und zuletzt irrsinnig gewordenen Dichter, mit dem Auersperg innig befreundet war. Nach Lenaus Tod gab Auersperg dessen Nachlass und später auch Lenaus Werke heraus, denen er einleitend eine ausführliche Biographie seines Freundes beifügte.
Auerspergs politische Gedichte veranlassten 1838 eine Untersuchung, die sein Pseudonym aufdeckte. Wurzbach schreibt darüber so: „Eines bald nach Erscheinen der ‚Spaziergänge‘ stattgehabten literarischen Zwischenfalls, der eine weitere Ausdehnung bekam und für den Dichter ehrenvoll endete, wollen wir nicht näher gedenken, weil uns Männer wie A. viel zu gut dünken, um mit unsauberer Gesellschaft auch nur schriftlich in Berührung gebracht zu werden.“

### Politische Ambitionen
Im April 1848 wurde Auersperg mit 63 von 93 Stimmen in das deutsche Vorparlament gewählt und war bald darauf auch Mitglied der Frankfurter Nationalversammlung. In zwei in deutscher Sprache veröffentlichten politischen Schriften mühte sich Auersperg vergeblich, die Slowenen für Frankfurt zu gewinnen, worauf er das Frankfurter Parlament verließ. In den Jahren 1861 bis 1867 war er Mitglied des Krainer Landtags, wo er stark für das deutsche Element eintrat und sich wegen der Differenzen mit den Slowenen 1867 in den steiermärkischen Landtag wählen ließ. 1861 wurde Auersperg Mitglied des Herrenhauses, das Oberhaus des österreichischen Reichsrates, auf Lebenszeit. Seine klare Haltung als Politiker und als Dichter brachten ihm zahlreiche Ehrungen ein.

### Auersperg und die Slowenen
Den Slowenen und ihrer Sprache kam er über deren Volkslieder näher. Anlass hierfür dürfte Erzherzog Johann gewesen sein, der Auersperg im Jahre 1832 für seine Absicht gewinnen konnte, slowenische Volkslieder zu veröffentlichen. Auersperg begann nun, alte slowenische Volksweisen in die deutsche Sprache zu übertragen. Er suchte im Volk und in der Literatur; vieles trugen aber auch Prešeren und andere Dichter wie Stanko Vraz, Emil Korytko, Jernej Kopitar, Matevž Ravnikar, Janez Zalokar und Janez Bleiweis dazu bei. Die übersetzten Volkslieder erschienen in der Zeit von 1837 bis 1845 zunächst in unterschiedlichen Almanachen. Erst im Jahre 1850 wurde ein eigenes Buch mit dem Titel Volkslieder aus Krain herausgegeben.
Der slowenische Schriftsteller Janez Trdina (1830–1905), der als ein etwas verschrobener Sonderling bezeichnet wird und der „Herrschaft“ nicht sonderlich gewogen war, bezeichnete den Grafen von Auersperg als den hartherzigsten aller damaligen Herrschaftsbesitzer in Unterkrain. In seinem Werk Izprehod v Belo Krajino (Ausflug in die Weiße Mark) beschreibt Trdina auch ein Stelldichein Auerspergs mit Prešeren und dem Gutsbesitzer Smole. Eines Tages im Jahre 1839 besuchte Prešeren seinen Dichterfreund Andrej Smole auf dessen, in der Weißen Mark gelegenem Schloss Preisseck (Prežek). Prešeren blieb dort geschlagene drei Wochen. Der Champagner floss in Strömen und die beiden lärmten und tobten bis in den Morgen hinein. Danach fielen sie wie Steine in die Betten, und das Geschnarch durchdrang die dickste Mauer des Schlosses. Einige Tage später gesellte sich auch der „Graf vom Schloss Thurn“, der Dichter Anastasius Grün, hinzu. Nun brach der „Landsturm“ aus. Das Gejohle und Getöse der drei ausgelassenen Herren war Tag und Nacht weithin hörbar. „Takih norcev grad še ni videl – solche Narren hat das Schloss sein Lebtag noch nicht gesehen. Zum Glück ist der Herr Graf nur drei Tage geblieben“, tuschelte das Gesinde.

### Urteil eines Anonymus
Ein Anonymus charakterisiert Auersperg auf diese Weise: „Lange hübsche Figur, an die sich aber mit der Zeit ein bedeutender Bauch hängen wird, edle Züge, blondes Haar, spießbürgerliche Manieren, aber ein kräftiges mannhaftes Wort. Geistreicher Mann, vortrefflicher Politiker, sehr liberal in der Theorie, aber nicht ganz frei von aristokratischer Gesinnung. England ist ihm lieber als Frankreich, glühendes herrliches Talent; war eine Zeit lang desavouiert von seinen aristokratischen Verwandten wegen seiner freien Denkungsart; geachtet und verehrt von ganz Deutschland und seinen zahlreichen Freunden in Österreich; Besitzer einer bedeutenden Herrschaft in Krain; Bräutigam und Kammerherr in futuris.“

### Ehrungen
Der König von Bayern, Max II. verlieh Auersperg den im Jahre 1853 gestifteten bayerischen Maximiliansorden. Anastasius Grün wurde 1864 zum Ehrenbürger der Stadt Wien ernannt, 1865 Ehrendoktor der Universität Wien, 1868 Ehrenpräsident der Delegation des Reichsrats, 1871 Ehrenmitglied der Akademie der Wissenschaften. 1896 benannte man die Anastasius-Grün-Gasse in Wien-Währing nach dem Dichter. 1891 wurde ein Denkmal mit Porträtbüste von Karl Schwerzek im Schillerpark in Wien aufgestellt. Auch in Graz befindet sich ein Denkmal für Anastasius Grün. Eine Gedenktafel aus dem Jahr 1950 befindet sich in Wien am Haus Schlesingerplatz 4, wo er France Prešeren kennengelernt hatte.

## Werk
Auerspergs Talent und Fähigkeiten als Dichter sind unbestritten. Er liebt Metaphern und Gleichnisse, „wobei es ihm nicht immer auf Kongruenz des Gedankens und des Bildes ankommt“. In den meisten seiner Gedichte, die nicht politischer Natur sind, handelt es sich um die Vorbereitung und Ahnung einer neuen freien Zeit. Gleichzeitig tragen viele seiner Schriften auch romantische Züge.

## Schriften
- Blätter der Liebe. Franckh, Stuttgart 1830. (Digitalisat)
- Der letzte Ritter. Romanzen-Kranz. Franckh, München 1830. (Digitalisat)
  - 7. Auflage 1852 (Digitalisat)
- Spaziergänge eines Wiener Poeten. Hoffmann & Campe, Hamburg, 1831. (Digitalisat)
- Spaziergänge eines zweiten Wiener Poeten. Hoffmann & Campe, Hamburg 1843. (Digitalisat)
- Schutt. Dichtungen. Weidmann, Leipzig 1835. (Digitalisat)
- Gedichte. Weidmann, Leipzig 1837. (Digitalisat 2. Aufl. 1838)
  - 12. Auflage 1857 (Digitalisat)
- Nibelungen im Frack. Ein Gedicht. Weidmann, Leipzig 1843. (Digitalisat)
- Pfaff vom Kahlenberg. Ein ländliches Gedicht. Weidmann, Leipzig 1850. (Digitalisat)
- Robin Hood. Ein Balladenkranz nach altenglischen Volksliedern Cotta, Stuttgart 1864. (Digitalisat)
- In der Veranda. Eine dichterische Nachlese. Grote, Berlin 1876. (Digitalisat)